# Sonny Troupé
Sonny Troupé (* Februar 1978 in Les Abymes auf Guadeloupe) ist ein französischer Gwoka- und Fusionmusiker (Perkussion, Komposition).

## Leben und Wirken
Troupé wuchs in einer Musikerfamilie auf; sein Vater ist der Saxophonist Georges Troupé. Er erlernte zunächst die Ka-Trommel, eine Handtrommel, die in der Musik von Guadeloupe zentral ist. Im Alter von sechs Jahren wurde er Mitglied der Gwoka-Gruppe Kimból als Makè (Solist auf der Ka-Trommel). Mit acht Jahren begann er als Autodidakt mit dem Erlernen des Schlagzeugs und des Vibraphons. Von 1986 bis 1995 erhielt er Musikunterricht (Theorie, Ka, Schlagzeug) bei seinem Vater in Sainte-Anne. Dort erlernte er 1994 bei Theomèl Ursule die traditionellen Rhythmen der Antillen. 1996 zog er nach Toulouse, um Musik und Psychologie an der Université Le Mirail und am Conservatoire National de Toulouse zu studieren. An der Schlagzeugschule Agostini erhielt er den Prix supérieur. In Toulouse spielte er auch im Sinfonieorchester und in Bands verschiedener Genres, wie Jazz, Funk, Heavy Metal, Fusion und Reggae.
Troupé arbeitete dann an der Seite von Musikern wie Kenny Garrett, Reggie Washington, David Murray, Mario Canonge, Daby Touré, Trio Laviso, Raghunath Manet, Solo Cissoko, Manu Codjia und Dédé Saint Prix. 2003 entstand das Trio La face cachée des sous-bois. 2010 gründete er dann sein eigenes Quartett. Dessen zweites Album Reflets Denses erhielt 2018 im Down Beat vier Sterne. Weiterhin nahm er mit Jacques Schwarz-Bart (Abyss), Magic Malik, Dominique di Piazza, Lionel Loueke, Linley Marthe, Alain Jean-Marie, Gregory Privat, Franck Nicolas, Lisa Simone, Sélène Saint-Aimé und Christoph Erbstösser auf. Er ist auch Teil des Projektes Black Lives – from Generation to Generation.

## Diskographische Hinweise
- Voyages et Rêves (2013)
- Grégory Privat / Sonny Troupé Luminescence (Jazz Family 2015)
- Franck Nicolas, Nelson Veras, Sonny Troupé: Trio Soleil (Gammes Guadeloupéennes) (Jazz Ka Philosophy 9) (Emanaprod 2015)
- Reflets Denses (Socadisc; 2018)[2]
- Édouard Ferlet, Naïssam Jalal, Sonny Troupé, Guillaume Latil: Altérité (Mélisse Music 2019)
- Pierre-François Blanchard / Raphaël Imbert / Jean-Guihen Queyras / Sonny Troupé Invisible Stream (Harmonia Mundi 2022)[5]
- Romance (Bandcamp, 2022; mit Yann Cléry, Sylvain Joseph, Jonathan Jurion, Michel Alibo, Stéphane Castry)